# Слюсаренко, Пётр Тимофеевич
Пётр Трофимович Слюсаренко (10 июля 1928, Киевский округ — 21 января 2002, с. Аччи, Араванский район) — бригадир монтажников Ленинской передвижной механизированной колонны треста «Ошоблсельстрой» Министерства сельского строительства Киргизской ССР, Ошская область. Герой Социалистического Труда (1971). Депутат Верховного Совета Киргизской ССР.

## Биография
Родился в 1928 году в крестьянской семье на территории Киевского округа.
С 1954 года — слесарь механизированной колонны треста «Ошоблсельстрой». Позднее возглавлял бригаду монтажников в этом же предприятии.
Бригада Петра Слюсаренко в течение Восьмой пятилетки (1966—1970) ежегодно перевыполняла производственные задания на 120—130 %. Указом Президиума Верховного Совета СССР от 7 мая 1971 года удостоен звания Героя Социалистического Труда с вручением ордена Ленина и золотой медали «Серп и Молот».
В 1961 году вступил в КПСС. Избирался делегатом XVI съезда Компартии Киргизии.
С 1986 года — персональный пенсионер союзного значения. Проживал в селе Аччи Араванского района.
Скончался 21 января 2002 года.